# John Patrick Foley
John Patrick Foley (Darby, 11 novembre 1935 – Filadelfia, 11 dicembre 2011) è stato un cardinale e arcivescovo cattolico statunitense.

## Biografia
È ordinato sacerdote il 19 maggio 1962.
Per volere di papa Giovanni Paolo II il 5 aprile 1984 giunge a Roma dove assume l'incarico di presidente del Pontificio Consiglio delle Comunicazioni Sociali, del Centro Televisivo Vaticano e della Filmoteca Vaticana. L'8 maggio successivo è consacrato arcivescovo dal cardinale John Joseph Krol.
Dopo un'intensissima attività nel campo delle comunicazioni, non solo per i suoi ruoli curiali, ma anche perché affermato giornalista, il 27 giugno 2007 è nominato pro-gran maestro dell'Ordine equestre del Santo Sepolcro di Gerusalemme. Assume il titolo di gran maestro dopo l'elezione al cardinalato.
È creato cardinale nel concistoro del 24 novembre 2007 da papa Benedetto XVI, ricevendo la diaconia di San Sebastiano al Palatino.
In seguito alla diagnosi di un forte stato anemico e leucemico rassegna le proprie dimissioni dalla carica di gran maestro dell'Ordine equestre del Santo Sepolcro di Gerusalemme, con una lettera al Segretario di Stato Vaticano, l'8 febbraio 2011.
In seguito all'udienza privata con il pontefice del 10 febbraio 2011, parte per stabilirsi in una casa di riposo per sacerdoti a Darby in Pennsylvania, sua città natale, nell'arcidiocesi di Filadelfia.
Il 29 agosto 2011 Benedetto XVI accoglie la sua rinuncia all'incarico di gran maestro dell'Ordine equestre del Santo Sepolcro di Gerusalemme. Gli succede l'arcivescovo Edwin Frederick O'Brien.
Muore a Filadelfia alle ore 3 dell'11 dicembre 2011 all'età di 76 anni di leucemia.
Le esequie si sono tenute il 16 dicembre nella cattedrale dei Santi Pietro e Paolo a Filadelfia dove era stato ordinato sacerdote e vescovo e nella cui cripta è stato poi sepolto. In linea con i desideri del defunto espressi nelle sue ultime settimane, l'arcivescovo Edwin Frederick O'Brien, suo successore alla guida dell'Ordine Equestre del Santo Sepolcro, ha celebrato la liturgia; il cardinale Timothy Dolan, arcivescovo di New York e presidente della Conferenza episcopale ha tenuto l'omelia. Entrambi erano amici del defunto cardinale fin dai tempi in cui frequentavano il Pontificio collegio americano del Nord a Roma. È sepolto nella cripta della cattedrale dei Santi Pietro e Paolo a Filadelfia.

## Genealogia episcopale
La genealogia episcopale è:
- Cardinale Scipione Rebiba
- Cardinale Giulio Antonio Santori
- Cardinale Girolamo Bernerio, O.P.
- Arcivescovo Galeazzo Sanvitale
- Cardinale Ludovico Ludovisi
- Cardinale Luigi Caetani
- Cardinale Ulderico Carpegna
- Cardinale Paluzzo Paluzzi Altieri degli Albertoni
- Papa Benedetto XIII
- Papa Benedetto XIV
- Papa Clemente XIII
- Cardinale Marcantonio Colonna
- Cardinale Giacinto Sigismondo Gerdil, B.
- Cardinale Giulio Maria della Somaglia
- Cardinale Carlo Odescalchi, S.I.
- Cardinale Costantino Patrizi Naro
- Cardinale Lucido Maria Parocchi
- Papa Pio X
- Cardinale Gaetano De Lai
- Cardinale Raffaele Carlo Rossi, O.C.D.
- Cardinale Amleto Giovanni Cicognani
- Cardinale John Joseph Krol
- Cardinale John Patrick Foley